# Feria de Colima
Die Feria de Colima, eigentlich „Feria de Todos Santos Colima“, ist der größte Jahrmarkt in Colima, und damit einer der größten Jahrmärkte in Mexiko. Der Jahrmarkt findet seit 1572 nahezu jedes Jahr in den ersten Novemberwochen statt und beherbergt neben Marktständen und Ausstellungen eine Vielzahl einheimischer Gastronomie. Natürlich finden sich hier auch Unterhaltungsangebote, wie mechanische Spiele, Geister- und Achterbahnen, Konzerte oder Hahnenkämpfe.

## Geschichte
Der ursprüngliche Hauptgrund dieses Festes war der Verkauf von Waren, die im Hafen von Manzanillo angekommen waren. Anfang November findet in Mexiko nahezu gleichzeitig das christliche Fest Allerheiligen (1. November) und das indigene Fest „Dia de los Muertos“ (2. November) statt. Die Feier dieser beiden Feste wurde in Colima schon sehr früh zusammen mit dem Markt begangen, um einen größeren Kundenkreis anzusprechen. Eine der frühesten Referenzen auf die Feria de Colima findet sich 1572.
1826 wurde dieser Jahrmarkt erstmals offiziell von José María Jerónimo Arzac als Feria de Todos Santos bezeichnet. Seitdem fand die Feria jedes Jahr mit wenigen Ausnahmen statt:
- 1941 fand die Feria wegen eines starken Erdbebens nicht statt.
- 1947 und 1948 fand die Feria wegen einer Seuche nicht statt.
- 1959 fand die Feria wegen eines Hurrikans nicht statt.